# Keresztury József Alajos
Keresztury József Alajos (Bodrogkeresztúr, 1755. április 24. – Pest, 1825. április 21.) történész, bölcsészeti doktor, egyetemi tanár.

## Élete
Zsidó szülők gyermeke, de áttért a keresztény hitre, és felvette a Keresztury nevet. Filozófiai tanulmányokat folytatott. 1788-ban a Nagyváradi Királyi Katolikus Jogakadémiához nevezték ki a történelem tanárának. Jeles történetbúvár volt. Érdemei méltatásául 1808-ban évi 100 forintnyi fizetési pótlékot kapott. 1810-ben a Pesti Egyetemhez nevezték ki, ahol egyetemes és magyar történelmet adott elő. 1823. január 10-én Ferenc királytól címeres nemesi levelet kapott (előbb nagy arany emlékéremmel tüntette ki). Tizenkilenc hétig tartó súlyos betegség után életének 70. évében hunyt el.

## Munkái
- Lineamenta historiae pragmaticae Hungariae positionibus distincta. Pestini, 1796.
- Plausus in solennem inaugurationem illustr. ac rev. dni Nicolai Konde de Póka-Telek, episcopi Magno-Varadinensis, die X. calend. Maj. peractam. Magno-Varadini. 1801.
- Compendiaria dexcriptio fundationis ac vicissitudinum episcopatus, et capituli M.-Varadinensis. Uo. 1806. Két kötet. (Ism. Allg. Literatur Zeitung 1812. IV. 361. l., Századok 1878. 577. l.)
- Theses pro tentamine publico ex Historia Hungariae. Uo. 1811.
- Tentamen publicum ex historia pragmatica Ungriae, quod in reg. universitate Pestiensi annao 1812. ex institutionibus J. A. K. subiverunt Aug. Kállay etc. Pesthini. (Végén: De anonymi Belae regis notarii aetate dissertatio).
- Tentamen publicum ex historia pragmatica Ungariae, quod in reg. universitate Pestiensi ex institutionibus J. A. K. subiverunt Aemil. Berzeviczy ... Uo.
- Tentamen publicum ex historia pragmatica Ungariae, quod in regia universitate Pestiensi anno 1813. mense augusto ... subiverunt Aloysius Vojnits, Augustinus Kováts, Jo. Nep. Pethő, Ludovicus Sándor. Uo. 1813.
- Tentamen publicum ex historia pragmatica Ungariae, quod in reg. universitate Pestiensi anno 1813. ex praelectionibus J. A. K. subiverunt alb. Wachtler. Uo. (Végén: De hungarorum origine, atque primis incunabilis dissertatio).
- Tentamen publicum ex historia pragmatica Ungariae, quod in reg. universitate Pestiensi a 1813. ex institutionibus J. A. K. subiverunt Emer. Zaborszki... Uo. (Végén: De sedibus hungarorum Asiaticis, et migrationibus ibidem susceptis dissertatio).
- Tentamen publicum ex historia universali, quod in r. universitate Pestiensi anno 1814. e praelectionibus J. A. K. subiverunt... Uo.
- Dissertationes historicocriticae, occasione tentaminum publicorum vulgatae, queis Belae regis notarii aetas, ejusque de origine, sedibus asiaticis, ac migratione, aliisque gestis magyarorum traditiones adversus novatorum calumnias. et figmenta vindicantur. Uo. 1814. (Az előbbeni Tentamen-ek végén közölt három dissertatio és De hungarorum in Europam adventu primisque rebus gestis dissertatio)
- Carmen soterion augustissimis imperatoribus, ac regibus, Europae liberatoribus, anno 1814. IX. kalend. Novemb. Budam venientibus demisse oblatum. Uo.
- Compendium historiae universalis systematice deductum. Uo. 1817-23. Három rész. (I. Complectens res a mundo condito usque aeram Augusteam 1817., II. 1. Ab exordio monarchiae romanae usque coronationem S. Stephani primi regis Hungariae 1819. III. A coronatione S. Stephani regis Hungariae usque ad nativitatem Caroli V. imperatoris 1823.)

### Kéziratban
- Compendium Historiae Universalis 1817, 1819., 1823. Három kötet.